# (20354) Rebeccachan
(20354) Rebeccachan (1998 HA139) – planetoida z pasa głównego asteroid okrążająca Słońce w ciągu 3,6 lat w średniej odległości 2,35 j.a. Odkryta 21 kwietnia 1998 roku.